# Gloria Morgan-Vanderbilt
Gloria Laura Mercedes Morgan-Vanderbilt (* 23. August 1904 in Luzern als Gloria Laura Mercedes Morgan; † 13. Februar 1965 in Hollywood) war eine US-amerikanische High-Society-Lady.

## Leben
Gloria war die Tochter von Harry Hays Morgan und seiner Frau Laura Delphine Kilpatrick. Ihr Vater war Diplomat in Buenos Aires und in Brüssel. Ihre Großeltern mütterlicherseits waren der General der Unionsarmee und US-Diplomat in Chile, Hugh Judson Kilpatrick, und Luisa Fernandez de Valdivieso. Sie war eine Nichte des Erzbischofs von Santiago de Chile und soll ein Nachkomme aus dem Haus von Navarra gewesen sein.
Zusammen mit ihrer Zwillingsschwester Thelma besuchte sie das renommierte Schweizer Internat Le Rosey. Im Alter von 17 Jahren gingen sie nach New York City und gehörten schnell der High-Society an. Am 12. Mai 1923 heiratete die damals erst 19-jährige Gloria den Eisenbahn-Erben Reginald Claypoole Vanderbilt (1880–1925), den ältesten Sohn von Cornelius Vanderbilt II (1843–1899) und Alice Claypoole Gwynne (1852–1934) und damit Enkel des Commodore Cornelius Vanderbilt (1794–1877). Am 20. Februar 1924 gebar sie ihre einzige Tochter Gloria Laura. Die Ehe war nicht glücklich, da ihr Mann dem Alkohol mehr und mehr verfiel, er starb im Jahr 1925 an den Folgen einer Alkoholvergiftung.

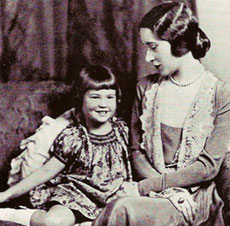
Gloria Morgan-Vanderbilt mit ihrer Tochter Gloria Laura, um 1928

Nach dem Tod ihres Mannes zog Gloria mit ihrer Tochter, Erbin eines Treuhandfonds im Wert von vier Millionen US-Dollar, nach Europa. Zusammen mit ihrer Schwester Thelma Furness, Viscountess Furness, Mätresse des Prince of Wales und späteren König Eduard VIII. von Großbritannien, gehörte sie mit ihren zahlreichen Festen zur gehobenen Gesellschaft. In den frühen 1930er Jahren machte sich die Familie Vanderbilt, besonders ihre Schwägerin Gertrude Vanderbilt Whitney (1875–1942), Sorgen um den schlechten Einfluss, den Gloria auf ihre Tochter ausübte. Sie engagierten einen Privatdetektiv, um ihren Lebenswandel zu dokumentieren, und im Jahr 1934 standen Gloria Morgan-Vanderbilt und ihre Schwägerin im Zentrum einer vielbeachteten Gerichtsauseinandersetzung um das Sorgerecht der damals 10-jährigen Gloria Laura. Sie verlor das Sorgerecht an die Familie Vanderbilt und die jährlichen Zuwendungen aus dem Erbe ihrer Tochter. In den späteren Jahren lebte sie zusammen mit ihrer Schwester in New York City und in Los Angeles. Nahezu mittellos starb Gloria Morgan-Vanderbilt in Hollywood und wurde auf dem Friedhof in Culver City bestattet. Nur ein paar treue Freunde, wie Mary Pickford und Buddy Rogers, nahmen an der Beerdigung teil.

## Sonstiges
Im Film Kleine Gloria – Armes reiches Mädchen (1982) wurde das Leben von Gloria Morgan-Vanderbilt verfilmt. Sie wurde dabei von Lucy Gutteridge gespielt.